# 爱德华·阿尔伯特·沙佩-谢弗
爱德华·阿尔伯特·沙佩-谢弗（英語：Edward Albert Sharpey-Schafer，1850年6月2日—1935年3月29日）是英国生理学家，1878年当选英国皇家学会会士，1878—1881年间担任富勒生理学教授，1883—1899年间担任伦敦大学学院乔德雷尔生理学教授，1924年获科普利獎章，是内分泌学的奠基人之一。